# تشارلي بارنيت
تشارلي بارنيت (بالإنجليزية: Charlie Barnett) هو ممثل أمريكي، ولد في 23 سبتمبر 1954 في الولايات المتحدة، وتوفي في 16 مارس 1996 بنيويورك في الولايات المتحدة.

## وصلات خارجية
- تشارلي بارنيت على موقع IMDb (الإنجليزية)
- تشارلي بارنيت على موقع أول موفي (الإنجليزية)
- تشارلي بارنيت على موقع قاعدة بيانات الفيلم (الإنجليزية)